# Fahrenholzia pinnata
Fahrenholzia pinnata är en insektsart som beskrevs av Kellogg och Ferris 1915. Fahrenholzia pinnata ingår i släktet Fahrenholzia och familjen ledlöss. Inga underarter finns listade i Catalogue of Life.